# Akarpol Meesawad
Akarpol Meesawad (thailändisch อัครพล มีสวัสดิ์, * 8. August 1991 in Phatthalung), auch als Do bekannt, ist ein thailändischer Fußballspieler.

## Karriere
Akarpol Meesawad stand bis 2019 beim Pattani FC unter Vertrag. Wo er vorher gespielt hat, ist unbekannt. Der Verein aus Pattani spielte in der vierten Liga, der Thai League 4. Hier trat Pattani in der Southern Region an. Ende der Saison wurde er mit Pattani Vizemeister und stieg anschließend in die dritte Liga auf. Nach dem Aufstieg verließ er den Verein und schloss sich dem Drittligisten Songkhla FC an. Mit dem Verein aus Songkhla feierte er am Ende der Saison die Meisterschaft der Southern Region. In den Aufstiegsspielen konnte man sich nicht durchsetzen und man verblieb in der dritten Liga. Nach der Saison wurde sein Vertrag nicht verlänhgert. Zur Saison 2021/22 wechselte er zum Zweitligisten Chainat Hornbill FC. Sein Zweitligadebüt für den Verein aus Chainat gab Akarapol Meesawad am 10. September 2021 (2. Spieltag) im Auswärtsspiel gegen den Ayutthaya United FC. Hier wurde er in der 83. Minute für Suksan Mungpao eingewechselt. Ayutthaya gewann das Spiel 5:3. Nach insgesamt 18 Zweitligaspielen wurde sein Vertrag nach der Hinrunde 2022/23 nicht verlängert. Die Rückrunde 2022/23 spielte er beim Drittligisten Young Singh Hatyai United. Für den Verein aus Hat Yai spielte er viermal in der Southern Region der Liga. Zu Beginn der Saison 2023/24 unterschrieb er im Sommer 2023 einen Vertrag bei dem in der Bangkok Metropolitan Region spielenden STK Muangnont FC. Nach 22 Ligaspielen, in denen er drei Treffer erzielte, wurde sein Vertrag im Sommer 2024 nicht verlängert.

## Erfolge
Pattani FC
- Thai League 4 – South: 2019 (Vizemeister)  ▲

Songkhla FC
- Thai League 3 – South: 2020/21